# Чемпионат Молдовы по русским шашкам среди мужчин
Чемпионат Молдовы по русским шашкам среди мужчин — ежегодное соревнование по шашкам. До 1992 года проводились чемпионаты Молдавской ССР.
Ион Доска является девятнадцатикратным чемпионом страны, десять раз становился чемпионом Александр Шварцман.

## Призёры
| Дата | 1                      | 2               | 3                  |
| ---- | ---------------------- | --------------- | ------------------ |
| 1949 | Александр Шварцман (1) |                 |                    |
| 1974 | Ион Доска (1)          |                 |                    |
| 1980 | Марк Соколовский       |                 |                    |
| 1981 | Марк Соколовский       | В. Спивак       | Ион Доска          |
| 1983 | Марк Соколовский       |                 |                    |
| 1993 | Марк Соколовский       |                 |                    |
| 2006 | Ион Доска (14)         | Владислав Балан | Денис Дудко        |
| 2009 | Ион Доска (15)         | Елена Сковитина |                    |
| 2010 |                        |                 |                    |
| 2011 |                        |                 |                    |
| 2012 | Денис Дудко            | Ион Доска       | Виктор Лунгу       |
| 2013 |                        |                 |                    |
| 2014 |                        |                 |                    |
| 2015 |                        |                 |                    |
| 2016 | Денис Дудко            | Елена Сковитина | Кристина Заруба    |
| 2017 | Елена Сковитина        | Ион Доска       | Виктор Лунгу       |
| 2018 | Ион Доска (18)         | Елена Сковитина | Алексей Долгополов |
| 2019 | Денис Дудко (2)        | Ион Доска       | Алексей Долгополов |
| 2020 |                        |                 |                    |
| 2021 | Ион Доска (19)         | Елена Сковитина | Николай Губа       |
| 2022 | Денис Дудко            | Игорь Парван    | Елена Сковитина    |
| 2023 | Ион Доска (20)         | Денис Дудко     | Елена Сковитина    |
| 2024 | Денис Дудко Ион Доска  | -----           | Елена Сковитина    |